# Mistrzostwa Świata we Wspinaczce Sportowej 1999
Mistrzostwa Świata we Wspinaczce Sportowej 1999 – 5. edycja mistrzostw świata we wspinaczce sportowej, która odbyła się w dniu 3 grudnia 1999 w angielskim Birmingham. Podczas zawodów wspinaczkowych zawodnicy i zawodniczki rywalizowali w 4 konkurencjach.

## Konkurencje
Mężczyźni
- prowadzenie i wspinaczka na czas

Kobiety
- prowadzenie oraz wspinaczka na czas

## Uczestnicy
Zawodnicy i zawodniczki podczas zawodów wspinaczkowych w 1999 roku rywalizowali w 4 konkurencjach. Łącznie do mistrzostw świata zgłoszonych zostało 220 wspinaczy (każdy zawodnik ma prawo startować w każdej konkurencji o ile do niej został zgłoszony i zaakceptowany przez IFCS i organizatora zawodów). 
| Lp.   |           | ↓ Uczestnicy – konkurencje → |     | prowadzenie | na czas |
| ----- | --------- | ---------------------------- | --- | ----------- | ------- |
| 1.    | Mężczyźni | 86                           | 37  |             |         |
| 2.    | Kobiety   | 68                           | 29  |             |         |
| Razem | Razem     | Razem                        | 154 | 66          |         |

### Reprezentacja Polski
- Kobiety:
  - we wspinaczce na czas; Renata Piszczek zajęła 5–8 m., a Urszula Wróbel była 17,
  - w prowadzeniu; Renata Piszczek była 15, a Urszula Wróbel zajęła 64-65 miejsce.
- Mężczyźni:
  - we wspinaczce na czas; Tomasz Oleksy zajął 5–8 m., a Lukasz Müller, 9-16,
  - w prowadzeniu; Tomasz Oleksy był 21, a Lukasz Müller zajął 47-49 miejsce.

## Medaliści
| Konkurencja        | Złoto                        | Srebro                                 | Brąz                                    |
| ------------------ | ---------------------------- | -------------------------------------- | --------------------------------------- |
| Mężczyźni          |                              |                                        |                                         |
| prowadzenie        | Włochy · Bernardino Lagni    | Japonia · Yuji Hirayama                | Ukraina · Maksym Petrenko               |
| wspinaczka na czas | Ukraina · Wołodymyr Zacharow | Rosja · Władimir Niecwietajew-Dołgalow | Rosja · Aleksiej Gadiejw                |
| Kobiety            |                              |                                        |                                         |
| prowadzenie        | Francja · Liv Sansoz         | Belgia · Muriel Sarkany                | Stany Zjednoczone · Jelena Owczinnikowa |
| wspinaczka na czas | Ukraina · Olha Zacharowa     | Ukraina · Ołena Riepko                 | Rosja · Natalja Nowikowa                |

## Wyniki

### Prowadzenie
| Mężczyźni | Mężczyźni            | Mężczyźni |
| --------- | -------------------- | --------- |
| Miejsce   | Zawodnik             | Państwo   |
| złoto     | Bernardino Lagni     | Włochy    |
| srebro    | Yuji Hirayama        | Japonia   |
| brąz      | Maksym Petrenko      | Ukraina   |
| 4         | Arnaud Petit         | Francja   |
| 5         | Cristian Brenna      | Włochy    |
| 6         | Alexandre Chabot     | Francja   |
| 7         | Christian Bindhammer | Niemcy    |
| 8         | Dai Koyamada         | Japonia   |
| 9         | Andreas Bindhammer   | Niemcy    |
| 9         | Saławat Rachmietow   | Rosja     |

| Kobiety | Kobiety                    | Kobiety           |
| ------- | -------------------------- | ----------------- |
| Miejsce | Zawodniczka                | Państwo           |
| złoto   | Liv Sansoz                 | Francja           |
| srebro  | Muriel Sarkany             | Belgia            |
| brąz    | Jelena Owczinnikowa        | Stany Zjednoczone |
| 4       | Marietta Uhden             | Niemcy            |
| 5       | Annatina Schultz           | Szwajcaria        |
| 6       | Martina Čufar              | Słowenia          |
| 7       | Delphine Martin            | Francja           |
| 8       | Josune Bereciartu Urruzola | Hiszpania         |
| 9       | Sandrine Levet             | Francja           |
| 10      | Damaris Knorr              | Niemcy            |

### Wspinaczka na czas
| Mężczyźni | Mężczyźni                      | Mężczyźni |
| --------- | ------------------------------ | --------- |
| Miejsce   | Zawodnik                       | Państwo   |
| złoto     | Wołodymyr Zacharow             | Ukraina   |
| srebro    | Władimir Niecwietajew-Dołgalow | Rosja     |
| brąz      | Aleksiej Gadiejew              | Rosja     |
| 4         | Andrij Wedenmiejer             | Ukraina   |
| 5         | Tomasz Oleksy                  | Polska    |
| 5         | Jewhen Krywoszejcew            | Ukraina   |
| 5         | Jakow Soubbotin                | Rosja     |
| 5         | Maksym Stienkowy               | Ukraina   |
| 9         | Daniel Andrada                 | Hiszpania |
| 9         | Dmitry Byczkow                 | Rosja     |
| 9         | Mathieu Dutray                 | Francja   |
| 9         | Luca Giupponi                  | Włochy    |
| 9         | Csaba Komondi                  | Węgry     |
| 9         | César Ciudad Manzanedo         | Hiszpania |
| 9         | Łukasz Müller                  | Polska    |
| 9         | Ołeksandr Paukaiew             | Ukraina   |

| Kobiety | Kobiety               | Kobiety          |
| ------- | --------------------- | ---------------- |
| Miejsce | Zawodniczka           | Państwo          |
| złoto   | Olha Zacharowa        | Rosja            |
| srebro  | Ołena Riepko          | Ukraina          |
| brąz    | Natalja Nowikowa      | Rosja            |
| 4       | Zosia Podgorbounskicz | Rosja            |
| 5       | Ołena Ostapenko       | Ukraina          |
| 5       | Natalija Perłowa      | Ukraina          |
| 5       | Majia Piratinska      | Rosja            |
| 5       | Renata Piszczek       | Polska           |
| 9       | Kim Anthoni           | Belgia           |
| 9       | Olga Bibik            | Rosja            |
| 9       | Mariana Ene           | Rumunia          |
| 9       | Go Mi-sun             | Korea Południowa |
| 9       | Jitka Kuhngaberova    | Czechy           |
| 9       | Berta Martin Sancho   | Hiszpania        |
| 9       | Tatjana Rujga         | Rosja            |
| 9       | Swietłana Sutkina     | Rosja            |

## Klasyfikacja medalowa
* Organizator zawodów został zaznaczony tym kolorem.
|                   |                   |                   |   |   |   |    |   |   |   |   |   |   |
| 1                 | Ukraina           | 2                 | 1 | 1 | 4 | 1  | 0 | 1 | 1 | 1 | 0 |   |
| 2                 | Francja           | 1                 | 0 | 0 | 1 | 0  | 0 | 0 | 1 | 0 | 0 |   |
| 2                 | Włochy            | 1                 | 0 | 0 | 1 | 1  | 0 | 0 | 0 | 0 | 0 |   |
| 4                 | Rosja             | 0                 | 1 | 1 | 2 | 0  | 1 | 0 | 0 | 0 | 1 |   |
| 5                 | Belgia            | 0                 | 1 | 0 | 1 | 0  | 0 | 0 | 0 | 1 | 0 |   |
| 5                 | Japonia           | 0                 | 1 | 0 | 1 | 0  | 1 | 0 | 0 | 0 | 0 |   |
| 7                 | Stany Zjednoczone | 0                 | 0 | 1 | 1 | 0  | 0 | 0 | 0 | 0 | 1 |   |
| Ogółem (7 państw) | Ogółem (7 państw) | Ogółem (7 państw) | 4 | 4 | 4 | 12 | 2 | 2 | 2 | 2 | 2 | 2 |

Źródło: